# Kirksel Motor Car Company
Kirksel Motor Car Company war ein US-amerikanischer Hersteller von Automobilen.

## Unternehmensgeschichte
Der Arzt James Selkirk war an der Emancipator Automobile Company beteiligt. 1907 versuchte er mit seiner Kirksel Motor Car Company in Aurora in Illinois, ein eigenes Unternehmen zur Fahrzeugproduktion zu etablieren.
Der Plan scheiterte. Er stellte in Zusammenarbeit mit C. C. Hinckley Machine Shop aus der gleichen Stadt nur zwei Fahrzeuge her. Eines war für den Eigenbedarf. Das zweite wurde an Albert J. Denney verkauft. Der Markenname lautete Kirksel. Dazu vertauschte Selkirk einfach die beiden Silben seines Namens.

## Fahrzeuge
Das einzige Modell hatte einen Vierzylindermotor. Er leistete 50 PS. Der Aufbau war ein Tourenwagen mit Platz für vier Personen.
In der Serienausführung sollte das Fahrzeug 3000 US-Dollar kosten.